# Rheinbrücke Augusta Raurica

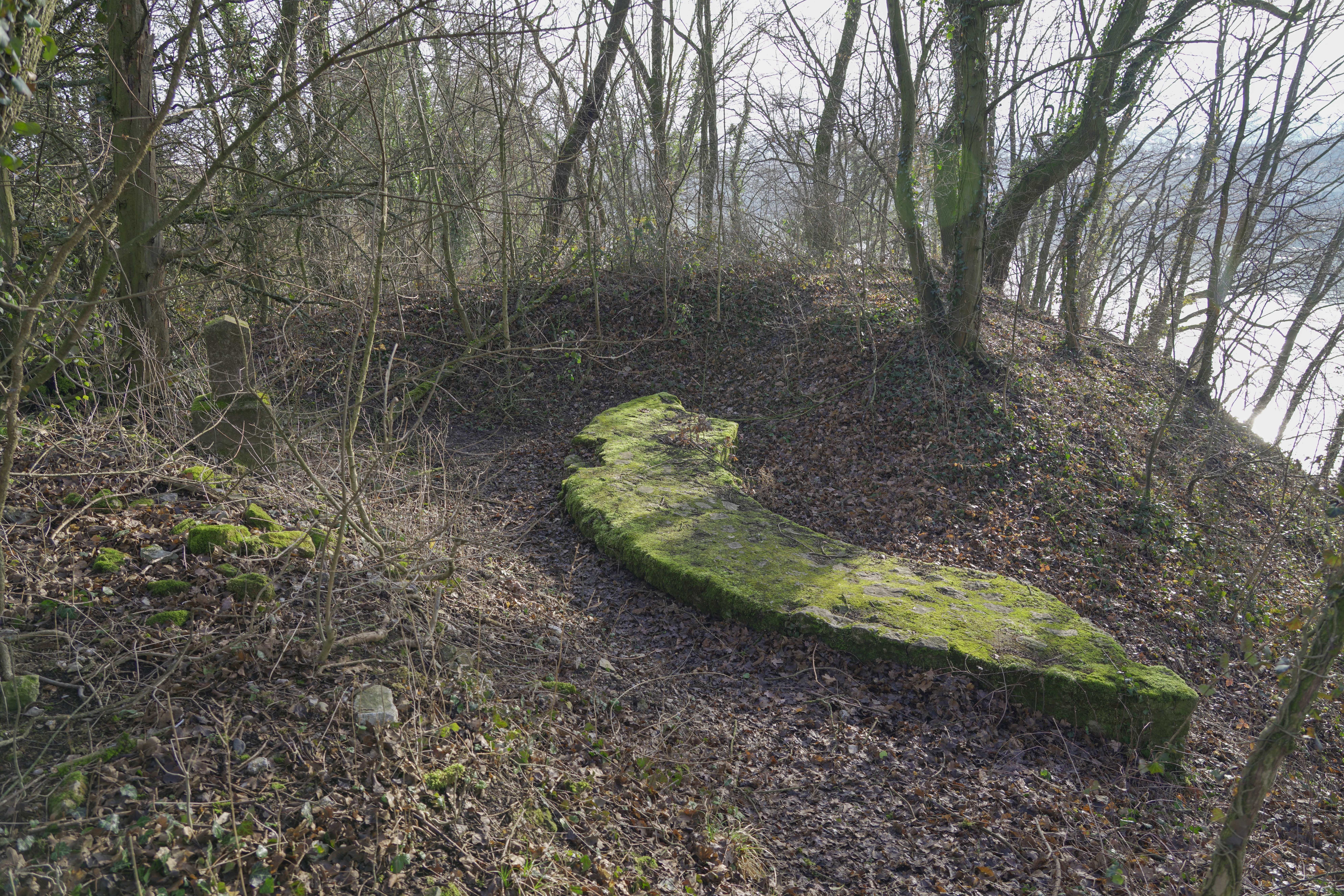
Gefasste Nordostecke des ehemaligen Brückenkopfes, 2018

Die Rheinbrücke Augusta Raurica war ein befestigter Rheinübergang in Höhe von Augusta Raurica zwischen Basel und dem Bodensee, der von den Römern erbaut worden war. Heute ist davon außer dem Brückenkopf am Nordufer innerhalb des Gemeindegebiets von Grenzach-Wyhlen nichts mehr sichtbar. Der nördliche Brückenkopf war an den Ecken mit runden Türmen befestigt und wurde von Römischen Truppen gesichert. Mit der Brücke dürfte es sich um eine bedeutende Verkehrsachse der damaligen Zeit gehandelt haben.
Diese Anlage stammt aus dem 4. Jahrhundert n. Chr. Nach Rudolf Laur-Belart war der Grundriss rechteckig mit drei mal zwei Türmen im Abstand von je 10 Metern. Ganz im Stil der damaligen Technik spätrömischer Zeit besteht der Kern aus Gussmauerwerk, dem Quadersteine vorgesetzt sind, mit einer Mauerstärke von zwei Metern. Dem entgegen stehen heutige Angaben eines quadratischen Grundrisses mit acht statt sechs Türmen. Die drei Fundamente der landseitig stehenden Befestigungstürme haben sich bis heute teilweise erhalten. Die nach Süden ausgerichtete, ca. 15 Meter hohe, steile Böschung wurde vom Fluss erodiert und lässt heute keine Rückschlüsse mehr zu.
Bei Niedrigwasser des Rheins waren bis ins 16. Jahrhundert die Fundamente der Brückenpfeiler im Wasser zu sehen, geben einschlägige, zeitgenössische Zeugnisse kund. Die Brücke und ihr nördlicher Brückenkopf wurden wahrscheinlich von Alamannen im 5. Jahrhundert zerstört. Nur 100 Meter östlich befindet sich schon auf der Gemarkung der Gemeinde Herten ein Gräberfeld mit über 300 Grabstätten aus dem 5. bis 7. Jahrhundert.